# Lac D'Alembert
Lac D'Alembert är en sjö i Kanada.   Den ligger i regionen Abitibi-Témiscamingue och provinsen Québec, i den sydöstra delen av landet, 400 km nordväst om huvudstaden Ottawa. Lac D'Alembert ligger 294 meter över havet. Arean är 1,5 kvadratkilometer. Den sträcker sig 3,1 kilometer i nord-sydlig riktning, och 2,7 kilometer i öst-västlig riktning.
I omgivningarna runt Lac D'Alembert växer i huvudsak blandskog. Runt Lac D'Alembert är det mycket glesbefolkat, med 2 invånare per kvadratkilometer.